# Magnus Stiernstråle
Magnus Stiernstråle, född okänt år, troligen i Livland, död den 18 december 1734, var en svensk militär.
Stiernstråle blev 1684 kapten vid Tavastehus infanteri och var vid Stora nordiska krigets utbrott år 1700 överstelöjtnant och kommendant på Ivangorods fästning, som han den 16 augusti 1704 måste ge upp. 1710 blev han överste vid Viborgs läns fördubblings kavalleriregemente och kommendant vid Viborgs slott, som försedd med en garnison av endast 4 000 man i mars angreps av överlägsna ryska trupper under general Fjodor Apraksin.
Till en början hade ryssarna, som inte hade medfört något egentligt belägringsartilleri, ringa framgång. Snart fick de emellertid förstärkning, i det att tsar Peter I själv den 10 maj anlände med en flotta lastad med krigsförnödenheter och manskap. Från denna tid blev de belägrades ställning alltmera förtvivlad, och förgäves väntade de undsättning från finska sidan. Sedan stadsmurarna till stor del blivit nedskjutna och besättningen försvagad genom sjukdomar och lidanden, kapitulerade Stiernstråle den 13 juni 1710, mot löfte om fritt avtåg. Trots detta fördes befälet och besättningen samt en stor del av borgerskapet som fångar till Ryssland, Stiernstråle till Pinsgorod, varifrån han först efter fredsslutet 1721 återvände. Han fick 1721 generalmajors titel och utnämndes 1723 till överste för Savolax regemente.